# Eutypa scabrosa
Eutypa scabrosa är en svampart som först beskrevs av Pierre Bulliard (v. 1742–1793), och fick sitt nu gällande namn av Bernhard Auerswald 1868. Eutypa scabrosa ingår i släktet Eutypa och familjen Diatrypaceae.  Arten är reproducerande i Sverige. Inga underarter finns listade i Catalogue of Life.